# Redemptoristen

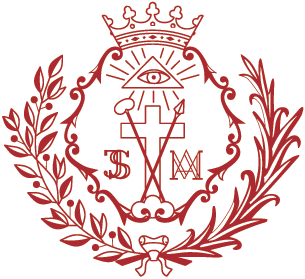
Logo der Kongregation des Heiligsten Erlösers (CSsR)

Die Redemptoristen, kirchenamtlich Kongregation des Heiligsten Erlösers (lateinisch Congregatio Sanctissimi Redemptoris, Ordenskürzel CSsR), sind eine römisch-katholische Ordensgemeinschaft, die am 9. November 1732 von Alfonso Maria de Liguori in Scala (Italien) gegründet wurde. 2021 waren etwa 5000 Mitglieder in 82 Ländern weltweit tätig, davon etwa 250 in Deutschland. Trotz des ähnlichen Ordensnamens besteht keine Verbindung zum Orden des Allerheiligsten Erlösers (Erlöserorden).
Nach ihrem Gründer werden sie auch Liguorianer genannt, spätestens ab 1825 auch o-u-vertauscht Ligourianer geschrieben, besonders in Wien ab der Märzrevolution 1848, sowie bis heute in damit zusammenhängenden Beiträgen und den Werken von Nestroy und Strauss.

## Anfänge
Nach einem verlorenen Prozess entschloss sich der neapolitanische Anwalt Alfons von Liguori, den Priesterberuf zu ergreifen, und kümmerte sich nun vor allem um die von der Gesellschaft Ausgegrenzten, die Lazzaroni, seiner Heimatstadt.
Als er wegen einer Erkrankung 1730 zu einem Erholungsurlaub in das kleine Bergstädtchen Scala an der Amalfiküste kam, bemerkte er, dass dort die Landbevölkerung seelsorglich vernachlässigt wurde. Mit drei weiteren Priestern und einem Laien schloss sich Alfons am 9. November 1732 zusammen, um dieser pastoralen Notsituation entgegenzutreten. Dieser Zusammenschluss gilt als das Entstehungsdatum der Redemptoristen.
Alfons forderte sich selbst und seinen Mitbrüdern ein strenges Leben ab. Deshalb verließen ihn seine ersten Gefährten, andere hingegen schlossen sich ihm – wenn auch zunächst zögerlich – an. Zudem gab es Kontroversen mit dem Königreich Neapel, das sich in die Abfassung der Ordensregel einmischte. Am 25. Februar 1749 erkannte Papst Benedikt XIV. die Regel an, doch noch bis 1790 gab es Probleme mit dem Staat. Beim Tod des Ordensgründers existierten so zwei Zweige des Ordens: der eine im Königreich Neapel, der andere im Kirchenstaat.

## Geschichte

### Verbreitung nördlich der Alpen
1784 traten mit den beiden Theologiestudenten Klemens Maria Hofbauer und Thaddäus Hübl die ersten Nichtitaliener in die Kongregation der Redemptoristen ein. Beide wollten in Italien ihr in Wien begonnenes Theologiestudium beenden und hatten in Rom die junge Kongregation kennengelernt. Am 29. März 1785 empfingen sie die Priesterweihe und wurden daraufhin von ihrem Generaloberen beauftragt, nördlich der Alpen Ordensniederlassungen zu gründen. Zunächst spielten Hofbauer und Hübl mit dem Gedanken, in Österreich ein Ordenshaus zu errichten, was jedoch die politische Haltung von Kaiser Joseph II., der während seiner Regierungszeit 800 Klöster auflöste, unmöglich machte. So gingen sie nach Polen, wo sie mehr Glück hatten: Der päpstliche Nuntius in Polen, Ferdinando Maria Saluzzo, ein Neapolitaner, war mit Alfons von Liguori persönlich befreundet und stand den Redemptoristen wohlwollend gegenüber.
Hofbauer und Hübl übernahmen 1787 in Warschau die Seelsorge an der Kirche St. Benno. Ebenfalls dabei war Emanuel Kunzmann, ein Freund Hofbauers, der sich den beiden auf ihrem Weg nach Polen angeschlossen hatte und der der erste Ordensbruder nördlich der Alpen wurde.
Zusehends wuchs in Warschau die Gemeinschaft der Redemptoristen. 1799 gehörten der Kommunität 25 Patres und Brüder an. Neben einem vielfältigen liturgischen und katechetischen Angebot in der Kirche kümmerten sich die Ordensleute besonders um die Bedürftigen: Sie gründeten ein Waisenhaus und eine Handarbeitsschule und waren an einer Armenschule tätig. Hofbauer bildete außerdem Laien zu „Aposteln“ aus, die mit den Ordensleuten zusammenarbeiteten.
Am 31. Mai 1788 wurde Hofbauer zum Stellvertreter der Generaloberen ernannt und leitete in dieser Funktion bis zu seinem Tod den Ordenszweig nördlich der Alpen. In dieser Funktion war er häufig unterwegs, um neue Klöster zu gründen. Doch er hatte wenig Erfolg. Insgesamt unternahm Hofbauer vier Gründungsreisen: nach Konstanz (1795), nach Wollerau am Zürichsee (1797–1798), ins ostpreußische Ermland (1799) sowie nach Jestetten, Joinville (Frankreich) und Rom (1802–1804). Infolge finanzieller Schwierigkeiten wie auch wegen der schwierigen politischen Situation in diesen Jahren hatten die Klöster keinen langen Bestand. 1803 wurde der Franzose Joseph-Amand Fidèle Constantin Passerat (1772–1858), der 1796 mit drei Gefährten in das Kloster St. Benno eingetreten war, zum Oberen mit Sondervollmachten für Süddeutschland, die Schweiz und das Elsass ernannt. Die häufigen Klosterauflösungen führten dazu, dass er zunächst an verschiedenen Orten (unter anderem in Triberg im Schwarzwald) und ab 1818 in der ehemaligen Kartause Valsainte im Kanton Freiburg in der Schweiz residierte.
1808 wurden die Redemptoristen auf Befehl Napoleons I. aus Warschau vertrieben. Hofbauer und zwei Mitbrüder wurden nach Wien verbannt, wo sie als Großstadtseelsorger wirkten. Im Jahr 1820 – unmittelbar vor Hofbauers Tod – wurde der Orden in den österreichischen Ländern anerkannt. Nachfolger Hofbauers als Oberer der Redemptoristen nördlich der Alpen wurde Joseph-Amand Passerat. Während seiner Amtszeit wuchs der Orden in seiner Region um das Zehnfache auf 300 Mitglieder an. „Transalpine“ Ordenshäuser entstanden in Österreich, im Elsass, in Belgien, Holland, den Vereinigten Staaten (1839) und in Bayern (1841). Zudem wirkten Redemptoristen aus dem transalpinen Ordenszweig zeitweilig auf dem Balkan und in Portugal.

### Deutsche Provinzen
1841 berief der bayerische König Ludwig I. Redemptoristen als Wallfahrtseelsorger in den Wallfahrtsort Altötting. Im Westen Deutschlands entstanden Kommunitäten in Bornhofen, Koblenz und Trier. Hier wirkten Ordensleute aus Bayern, dem Elsass und Belgien. Für das neue Bistum Limburg hatte die Niederlassung im Kloster Bornhofen große Bedeutung. Es war die erste Niederlassung einer Ordensgemeinschaft nach der Säkularisation. Insbesondere ihr Superior, der Pater Johann Baptist Eichelsbacher entfaltete eine große Wirkung. Dies geschah sowohl durch die Volksmissionen als auch durch seine Tätigkeit als Exerzitienmeister. So unterstützte er die Dernbacher Schwestern Arme Dienstmägde Jesu Christi als auch (später) die Barmherzigen Brüder von Montabaur in ihrer Anfangszeit.

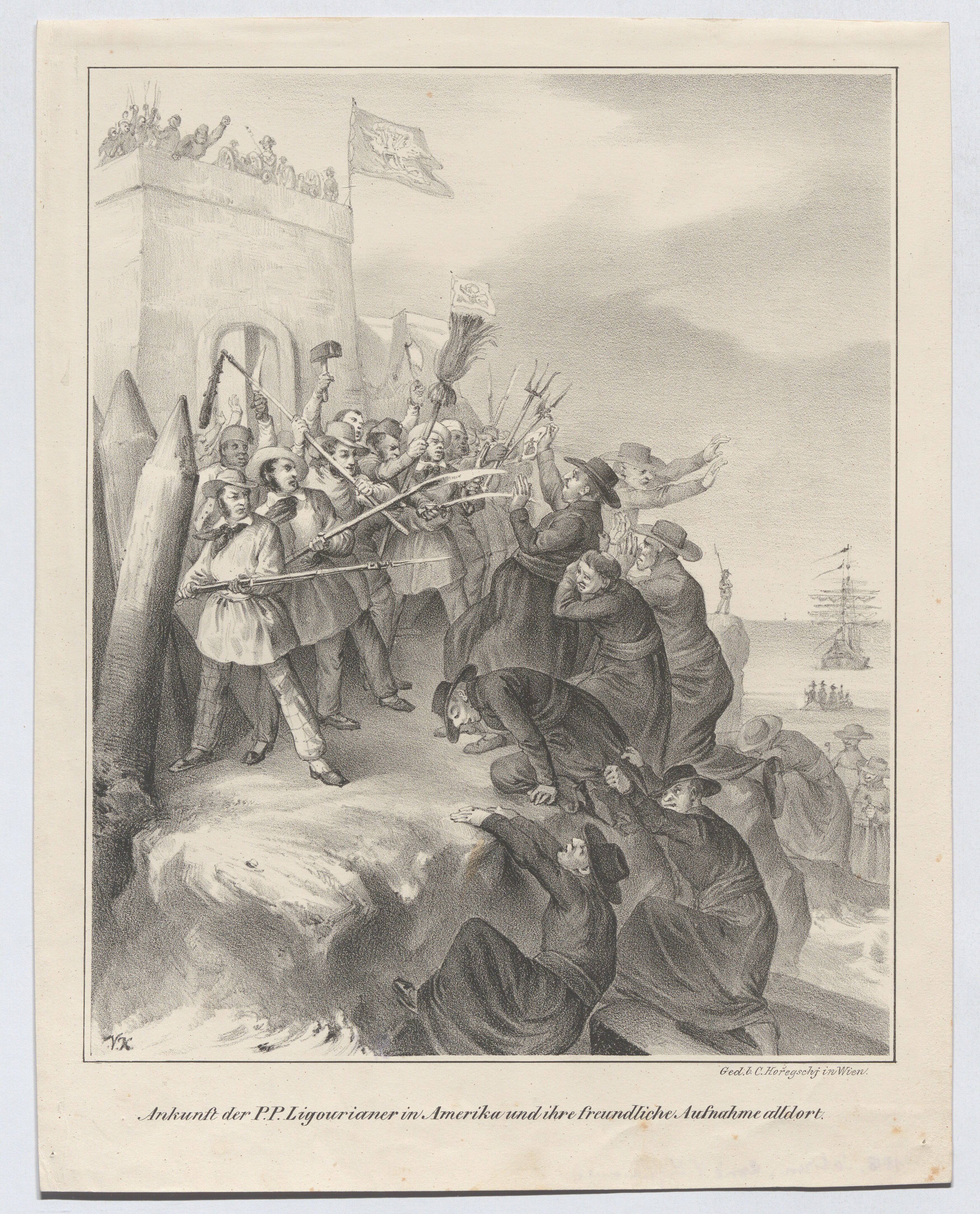
„Ankunft der P.P. Ligourianer in Amerika und ihre freundliche Aufnahme alldort“;
Karikatur von Vinzenz Katzler, 1848; Kreidelithografie bei C. Horegschj; Wien Museum

Aus Angst vor einer drohenden Revolution hatte sich der österreichische Staatskatholizismus mit der sich an Rom orientierenden strengkirchlichen Richtung verbunden. Vor allem in Wien waren die Liguorianer Garanten des spätjosephinischen Staatskirchentums, darunter Johannes Mandlener und Rudolph von Smetana. Sie konspirierten auch gegen katholische Reformpädagogen wie Georg Hermes und Anton Günther. Zusammen mit den damals nicht so bedeutenden Jesuiten standen sie für Fürst Metternichs Polizeistaat. Im März 1848 musste Metternich das Land verlassen. Am 6. April 1848 stürmte eine Volksmenge im zweiten Versuch das Kloster Maria am Gestade und vertrieb die dortigen Redemptoristen. Auch die Brüder aus dem Kloster am Rennweg mussten fliehen. Mit kaiserlicher Entschließung vom 7. Mai 1848 wurde die Redemptoristen-Kongregation wie auch der Orden der Jesuiten aufgehoben. Die Frankfurter Nationalversammlung beschloss in einer ersten Lesung, die Jesuiten und die Redemptoristen für immer aus Deutschland auszuschließen. Ende Mai 1848 wurden sie auch aus Linz vertrieben. Der meistverwendete Protest gegen den Orden war allerdings Katzenmusik, was in der Scherz-Polka „Liguorianer-Seufzer“ (op. 57) von Johann Strauss (Sohn) ihren Niederschlag fand. Die Vertreibung wird auch in Johann Nestroys Stück Freiheit in Krähwinkel und in vielen Schmähschriften behandelt. 1852 konnten sie wieder nach Österreich zurückkehren.
Im Jahr 1854 kam es zur Gründung einer von Österreich unabhängigen Deutschen Provinz, von der 1859 die norddeutschen Häuser abgetrennt wurden. Am 19. März 1859 entstanden so die „Oberdeutsche (später Münchner) Provinz“ und die „Niederdeutsche (später Kölner) Provinz“ der Redemptoristen.
Während des Kulturkampfes wurde der Orden nach einer Ausführungsbestimmung des Jesuitengesetzes 1873 verboten. So mussten die Redemptoristen Deutschland verlassen, die süddeutschen Ordensleute wichen nach Österreich aus, die norddeutschen nach Holland und Belgien. 1894 konnten sie wieder ins Deutsche Reich zurückkehren. Zur Zeit des Nationalsozialismus wurden die meisten Häuser der Redemptoristen aufgehoben und ihre seelsorgliche Tätigkeit erschwert bis unmöglich gemacht. Nach dem Zweiten Weltkrieg erlebte der Orden in Deutschland wiederum einen großen Aufschwung, auch bedingt dadurch, dass viele heimatvertriebene Redemptoristen aus den Ostgebieten sich den westdeutschen Provinzen anschlossen.
Am 1. August 2005 schlossen sich die Kölner Provinz mit der Schweizer, der Holländischen Provinz und der Provinz Flandern im Schweizer Kloster Matran (Kanton Freiburg) zur Provinz St. Clemens zusammen. Die Münchner Provinz ging am 15. März 2008 eine Föderation mit der Provinz Wien (Kommunitäten in Österreich und Dänemark) ein. Seit Januar 2015 bilden die beiden Provinzen München und Wien gemeinsam die neue Ordensprovinz „Wien-München“.

### Sexueller Missbrauch
- Siehe dazu: Fälle des sexuellen Missbrauchs in der römisch-katholischen Kirche in Deutschland#Redemptoristen

## Weibliche Zweige

### Redemptoristinnen (OSSR)
Im Gegensatz zum männlichen Zweig des Ordens, der sich der Mission verschrieben hat, handelt es sich beim weiblichen Zweig des Ordens (dem Ordo Sanctissimi Redemptoris OSSR) um eine kontemplative Gemeinschaft. Der weibliche Zweig entstand ebenfalls in Scala 1731/32, die erste Leiterin war Schwester Celeste Crostarosa. Im 19. Jahrhundert breitete sich der Orden relativ schnell außerhalb Italiens aus, die wichtigste Gründung war dabei 1831 die in Wien. Heute besteht in Deutschland eine Niederlassung, das Kloster Heilig Kreuz in Püttlingen im Saarland. In Heilig Kreuz leben derzeit drei Redemptoristinnen und vier Nazareth-Schwestern aus Indien. In Österreich gibt es Niederlassungen in Ried im Innkreis (Oberösterreich) und Lauterach (Vorarlberg). Die Niederlassung in Ried wurde von dem Orden der Missionsschwestern „Königin der Apostel“ übernommen. Insgesamt sechs Redemptoristinnen (Stand September 2018) leben weiterhin in der Rieder Kommunität.

### Missionsschwestern vom Heiligsten Erlöser
Die Ordensgemeinschaft dieser Missionsschwestern, kurz Garser Missionsschwestern genannt, wurde 1957 in Gars am Inn in Oberbayern gegründet. Der Orden ist heute über Deutschland und Österreich hinaus in Japan, Bolivien, Chile und der Ukraine tätig und orientiert sich an den Redemptoristen.

## Tätigkeiten
Der ursprüngliche Tätigkeitsbereich der Redemptoristen war die Volksmission, die heute weitgehend Gemeindemission heißt. Dabei geht es um verschiedene pastorale Veranstaltungen (Gottesdienste, Vorträge, Gesprächsrunden) in Pfarreien und Dekanaten, durch die eine vertiefte Auseinandersetzung mit dem Glauben gefördert werden soll. In der Münchner Provinz arbeiten die Redemptoristen hier mit den Missionsschwestern vom Heiligsten Erlöser zusammen. Ein weiteres wichtiges Arbeitsfeld ist die Jugendseelsorge (Jugend-Kloster Kirchhellen bei Bottrop und Kloster Schönenberg bei Ellwangen, bis 1979 auch in Bous im Saarland). In Bonn sind die Redemptoristen Träger des Schulzentrums Collegium Josephinum (Gymnasium und Realschule). Zudem bieten Redemptoristen Exerzitien und andere Formen der Erwachsenenbildung an (zum Beispiel im Kloster Cham in der Oberpfalz). In Trier ist der Orden in der Telefonseelsorge tätig, im St. Klemenskloster Heiligenstadt (Eichsfeld) in der Beichtseelsorge, im Kloster Gars leitet er ein Institut für Lehrerfortbildung. Auf dem Schönenberg sind Redemptoristen als Wallfahrtseelsorger tätig. In Heiligenstadt betreuen sie eine Realschule.
Ein wichtiges Arbeitsfeld des Ordens ist auch die wissenschaftliche Beschäftigung mit der Moraltheologie. Alfons von Liguori, der sich wesentlich mit Fragen christlicher Moral befasste, ist Patron der Moraltheologen. Im Dienst der moraltheologischen Forschung steht die „Accademia Alfonsiana“ in Rom, an der vor allem Redemptoristen dozieren. Der Orden hatte in Deutschland zwei eigene Hochschulen, eine in Gars am Inn (1907–1973) und eine zweite in Hennef-Geistingen (1903–1996, Auflösung des Klosters 2006).

## Generalobere der Redemptoristen
zum Generaloberen (Rector Major) wurden ernannt:
- 1743–1787 Alfons von Liguori
- 1787–1792 Andrea Villani
- 1780–1793 Franz Anton de Paola
- 1793–1817 Peter Paul Blasucci
- 1817–1823 Nikolaus Mansione
- 1824–1831 Coelestin Maria Cocle
- 1832–1850 Giancamillo Ripoli
- 1850–1853 Vinzenz Trapanese
- 1854–0000 Josef Lordi
- 1854–1869 Zölestin Maria Berruti
- 1869–1893 Nikolaus Mauron
- 1894–1909 Matthias Raus
- 1909–1947 Patrick Murray
- 1947–1953 Leonhard Buys
- 1954–1967 Wilhelm Gaudreau
- 1967–1973 Aloísio Ariovaldo Amaral
- 1973–1985 Josef Georg Pfab
- 1985–1997 Juan Manuel Lasso de la Vega y Miranda
- 1997–2009 Joseph William Tobin
- 2009–2022 Michael Brehl
- 2022–0000 Rogerio Gomes[9]

## Heiliggesprochene Redemptoristen
Heiliggesprochen wurden
- Alfons von Liguori (1696–1787). Der Gründer der Kongregation; 1871 auch zum Kirchenlehrer und 1950 zum Patron der Beichtväter und Moraltheologen erhoben
- Gerhard Majella (1726–1755). Als Pförtner und Sakristan des Klosters Caposele einer der volkstümlichsten Heiligen Süditaliens.
- Klemens Maria Hofbauer (1751–1820). Seit 1914 Stadtpatron von Wien und Warschau.
- Johannes Nepomuk Neumann (1811–1860). Bischof von Philadelphia

## Seliggesprochene Redemptoristen
Seliggesprochen wurden
- Gennaro Sarnelli
- Petrus Donders
- Kaspar Stangassinger (1871–1899)
- Franz Xaver Seelos (1819–1867)
- Dominick Methodius Trcka
- Wassyl Welytschkowskyj
- Synowij Kowalyk
- Mykolaj Tscharnezkyj (1884–1959)
- Iwan Sjatyk

## Bedeutende Redemptoristen
- Franz von Bruchmann (1798–1867)
- Johannes Baptista Stiehle (1829–1899), Missionar, Architekt und Baumeister
- Pelagius Sauter (1878–1961), Missionar und Priester in Goiás[10]
- Florencio Coronado Romaní (1908–2006), Bischof von Huancavelica (Peru, 1956–1982) und Autor einer Quechua-Bibelübersetzung
- Bernhard Häring (1912–1998), Professor für Moraltheologie an der Theologischen Hochschule der Redemptoristen Accademia Alfonsiana in Rom (1951–1987), Theologischer Berater auf dem Zweiten Vatikanischen Konzil
- Tadeusz Rydzyk (* 1945), Besitzer und Chefprediger des polnischen Privatsenders Radio Maryja
- Hermann Stenger (1920–2016), Theologe, Religionspsychologe und Psychotherapeut
- Max Schmalzl (1850–1930), als Maler tätiger Ordensbruder
- Claus Schedl (1914–1986), Professor für Biblische Theologie an der Karl-Franzens-Universität in Graz